# Mentors
Els mentors (en llatí mentores, en grec antic Μέντορες) eren una tribu il·lírica de Libúrnia que vivia a la costa adriàtica davant de la qual hi havia tres illes anomenades Mentòrides que probablement corresponen a Pago, Osero i Arbe. Els menciona Hecateu de Milet ja al segle vi aC, i també Heròdot.